# フラッファーナター
フラッファーナター（英: fluffernutter, peanut butter and marshmallow sandwich など）とは、ピーナッツバターとマシュマロクリームをパンで挟んだサンドイッチ。多くは精白パンを用いる。バリエーションとしては全粒パンを用いたものや、甘い味や塩味の具材を追加したものがある。この名はピーナッツバターとマシュマロクリームを組み合わせた他のスイーツなどにも用いられる。
20世紀の初頭にアメリカ合衆国で生まれた食品である。マシュマロに似た甘いスプレッドであるマシュマロクリームは1910年代にマサチューセッツ州で市販され始めた。その直後にピーナッツバターと合わせたサンドイッチのレシピが登場し、1930年代には一般に定着していた。「フラッファーナター」という名は1960年ごろマシュマロ・フラフという商品の広告のために作られたものである。
フラッファーナター・サンドイッチはニューイングランドで特に人気が高く、発祥地マサチューセッツの「州のサンドイッチ」とする法案が提出されたことがある。

## 作り方とバリエーション
フラッファーナターを作るには、まずパン一切れにピーナッツバターを、もう一切れに同量のマシュマロクリームを塗り、合わせてサンドイッチにする。バリエーションには白パンではなく全粒粉パンを使う、ピーナッツバターに替えて、または追加でヌテラ（ヘーゼルナッツスプレッド）を塗る、バナナのような甘い具材またはベーコンのような塩味の具材を追加するなどがある。フラッファーナターそのものがピーナッツバターとジェリーのサンドイッチのバリエーションと見られることも多い。子供が食べるものと思われがちだが、大人の嗜好に合わせたレシピも作られている。例として、あるニューヨークのケータリング業者は、トーストしたアイスクリームコーンにピーナッツバターを入れ、マシュマロクリームをトッピングしてトーチで炙ったオードブル仕様のフラッファーナターを提供している。
「フラッファーナター」という言葉はピーナッツバターとマシュマロクリームをメインに用いる食べ物一般に対しても用いられる。例としてはフラッファーナター・バーやクッキー、カップケーキがある。マシュマロクリームの大手メーカーであるダーキー・モウアー社はレシピ集を発行してデザートバーやアイシング、パイ、シェイクの作り方を紹介している。ブリガムズ・アイスクリームは2006年にダーキー・モウアーと共同でバニラアイスクリームにピーナッツバターとマシュマロ・フラフを加えたフラッファーナター・フレーバーを発売した。製菓会社のボイヤー・ブラザーズも1969年から同名の菓子を短い間販売していた。

## 歴史

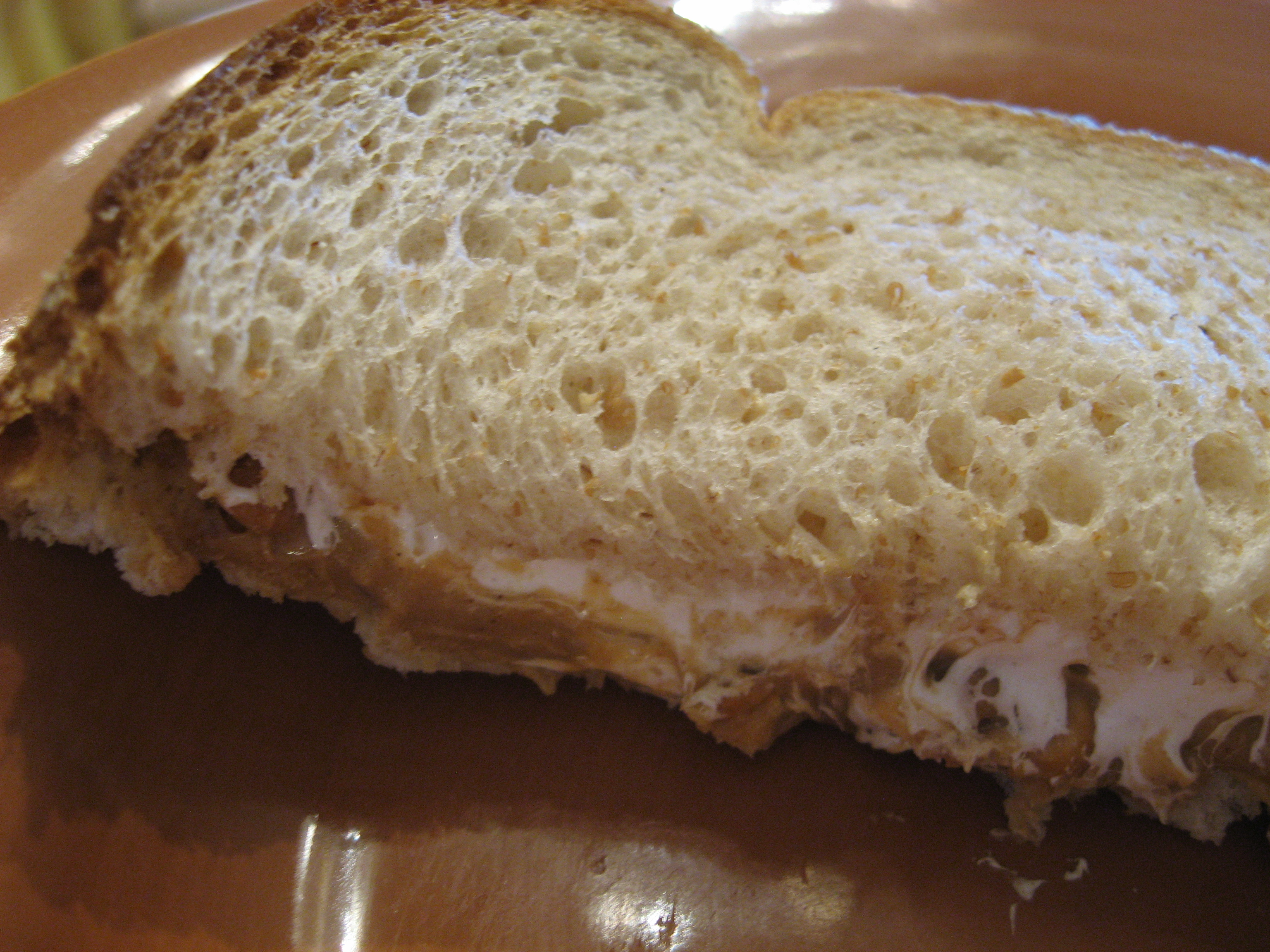
半分に切ったフラッファーナター・サンドイッチ。

フラッファーナターの主材料の一つであるマシュマロクリームは1900年前後にアメリカで広まり始めた。最初はマシュマロとシロップを使って自作するしかなかったが、1912年にリンパート社が「マシュマロ・フラフ」をアイスクリームパーラーに卸し始めた。1913年にはマサチューセッツ州メルローズでエイモリーとエマのカーティス姉弟が「スノーフレーク・マシュマロクリーム」を一般家庭向けに売り出した。
1915年、製菓業界誌『キャンディ・アンド・アイスクリーム』に「マロナッツ・サンドイッチ (mallonut sandwich)」のレシピが掲載された。トーストした全粒パンにマシュマロクリーム（マロ）とピーナッツバターを塗るもので、この種のサンドイッチの元祖の可能性がある。第一次世界大戦中の1918年にはカーティス社のPR用冊子で「リバティ・サンドイッチ」という名のレシピが紹介された。こちらはオーツ麦か大麦のパンにピーナッツバターと自社のクリームを塗ったものだった。エマ・カーティスはそれ以前から商品包装や冊子でマシュマロクリームをピーナッツバターと合わせたり、ナッツやオリーブのスライスと一緒にサンドイッチにすることを勧めていた。
他社との競争を勝ち抜いて21世紀まで続くブランドとなったのは、1917年にマサチューセッツ州サマービルでアーチボルド・クエリーが作り出した軽い食感のマシュマロクリームだった。第一次世界大戦によって砂糖が欠乏するとクエリーの商売は立ち行かなくなり、1920年に製法と権利を手放した。買い手のH・アレン・ダーキーとフレッド・L・モウアーはマサチューセッツ州スワンプスコットで菓子の製造販売を行っていた。二人はクエリーのクリームに「トゥート・スウィート・マシュマロ・フラフ」という名を与えた。”Toot Sweet” はフランス語 "tout suite"（今すぐ）のもじりだったが、やがてその部分は抜け落ちて「マシュマロ・フラフ」という名が残った。1930年、ダーキー・モウアー社の提供でラジオのバラエティ番組『フラッファレッツ (Flufferettes)』が始まり、聴取者に笑いとマシュマロ・フラフのレシピを送り届けた。ピーナッツバターとマシュマロクリームのサンドイッチはすでに定着していたが、「フラッファーナター」の名がついたのは1960年のことである。このころ食品に風変りな呼び名を付けるのが流行しており、ある広告会社が発案した名前だった。フラッファーナターはキャッチーな名前とCMソングによって全国的な認知を得た。しかしその後、アメリカ社会で砂糖の過剰摂取が問題視されるようになると人気は低下した。
現在「フラッファーナター」はダーキー・モウアー社の登録商標である。2006年、同社はマサチューセッツ州地区連邦地方裁判所に対し、マシュマロとピーナッツバターを使ったチョコレート菓子をフラッファーナターの名で販売したウィリアムズ＝ソノーマ社を商標権の侵害で訴えた。

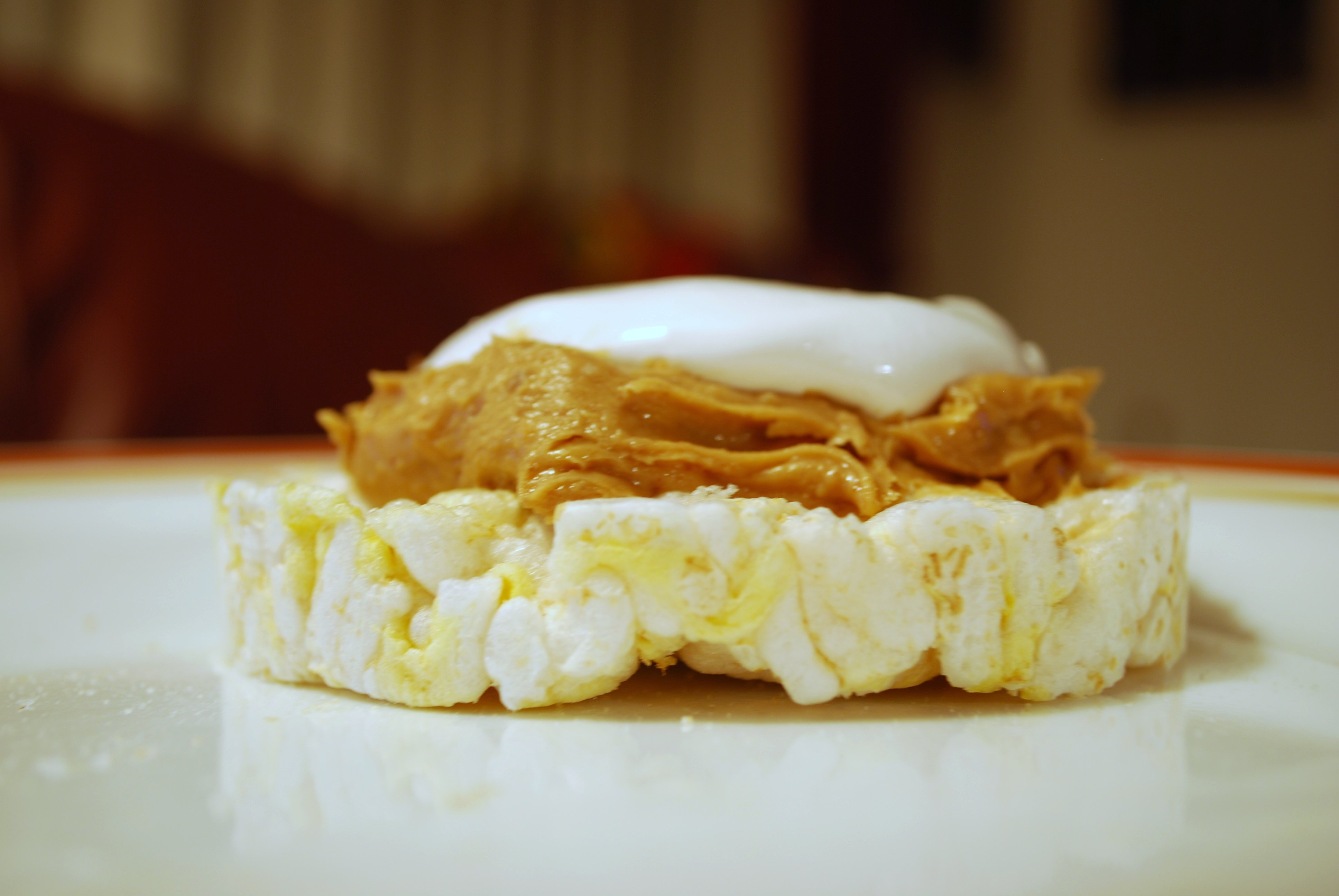
パンの代わりにライスクラッカーを用いたオープンサンドイッチ版のフラッファーナター。

2006年6月、マサチューセッツ州上院議員ジャレット・バリオスは学校給食のフラッファーナター・サンドイッチを法的に規制しようとして全国的な注目を浴びた。バリオスはマサチューセッツ州ケンブリッジの公立小学校に通う息子が毎日フラッファーナターを食べさせられていることを知り、州の公立学校でフラッファーナターを提供する回数を週1回までに制限する法案修正を提案した。これには過度に煩瑣な法整備の好例だという批判が寄せられたが、バリオスに賛成して小児肥満への懸念を表明する者もいた。このときフラッファーナターを弁護した人々の中に、マシュマロ・フラフの製造地リンに近いリビアを選挙区とする同州下院議員キャシー=アン・ラインシュタインがいた。ラインシュタインは「フラフのために死ぬまで闘う」と宣言し、フラッファーナターを州のサンドイッチに認定する法案を提出した。結局は両サイドともに法案を撤回することでけりが付いたが、ラインシュタインは2009年にもう一度立法を試みて失敗した。ラインシュタインの支持者からは、フラッファーナター・サンドイッチが子供時代やマサチューセッツと密接な文化的つながりを持っているという声があった。

## ポップカルチャーでの扱い
「フラッファーナター」という名は、実質に欠け文化的に無価値なものをけなしていう言葉として使われることがある。その一方で、フラッファーナターやマシュマロクリームを、子供時代への郷愁や地域の誇りを思い出す拠り所としている著者もいる。
フラッファーナター・サンドイッチはニューイングランドやマサチューセッツ州と関係が深く、その中でもアーチボルド・クエリーがマシュマロ・フラフを発明した場所であるサマービルや、ダーキー・モウアー社が数十年にわたって製造拠点を置いてきたリンは特別である。サマービルでは2006年から毎年マシュマロ・フラフとフラッファーナター・サンドイッチを称える祭典「What the Fluff?」が開催され、地元民による音楽演奏やビジュアルアートの展示、競技、料理コンテストが行われている。2011年の祭典では、マサチューセッツ州ローウェルの生まれで国際宇宙ステーションへの滞在中にフラッファーナターを食べたことで知られるNASAの宇宙飛行士リチャード・M・リネハンがコンテストの審判に加わった。

## 関連文献
- Mimi Graney (2017). Fluff: The Sticky Sweet Story of an American Icon. Union Park Press. ISBN 1934598194